# Ciornoplatove, Konotop
Ciornoplatove (în ucraineană Чорноплатове) este un sat în comuna Prîseimea din raionul Konotop, regiunea Sumî, Ucraina.

## Demografie
Componența lingvistică a localității Ciornoplatove
     Ucraineană (95,86%)
     Rusă (3,95%)
Conform recensământului din 2001, majoritatea populației localității Ciornoplatove era vorbitoare de ucraineană (95,86%), existând în minoritate și vorbitori de rusă (3,95%).